# Iñaki Peciña
Ignacio Peciña Tome, dit Iñaki Peciña, né le 31 mai 1988 à Irun, est un handballeur international espagnol évoluant au Bidasoa Irun et en équipe nationale Espagne. Il joue au poste de pivot et est surtout reconnu pour ses qualités défensives.

## Biographie
Iñaki Peciña passe une partie de sa scolarité en France, de sorte qu'il parle parfaitement français. Il commence sa carrière dans sa ville natale, Irún, et son célèbre club de handball, le Club Deportivo Bidasoa,, bien que ce dernier évolue désormais en División de Honor Plata. Dans le même temps, il est sélectionné dans les équipes nationales jeunes puis junior, participant à trois compétitions internationales.
En 2010 commence une période d'instabilité puisqu'il joue pour sept équipes espagnoles différentes lors de ses dix années en tant que joueur professionnel : Bidasoa Irun, CB Torrevieja, SDC San Antonio, BM Valladolid, ADC Guadalajara, Villa de Aranda et enfin Naturhouse La Rioja où il signe en 2016,,. Comme tant d'autres, Peciña a été touché de plein fouet par la crise économique qui a ravagé le handball ibérique puisque trois de ses équipes ont en effet disparu lorsqu'il était dans leur rang et plusieurs de ses clubs lui devaient de l’argent à la fin de son contrat. 
Avec le Naturhouse La Rioja, il évolue alors dans l'un des meilleurs clubs espagnols puisqu'il participe alors à la Ligue des champions grâce à la 2e place du club en Championnat la saison précédente.
En 2017, il prend la direction du Championnat de France en signant au Pays d'Aix UC et après une première saison satisfaisante, son contrat avec le PAUC est prolongé jusqu'en juin 2020.
À l'intersaison 2018, il connaît ses premières sélections avec l'Espagne à l'occasion des Jeux méditerranéens de 2018 organisés à Tarragone où Peciña et les Ibères glanent la médaille de bronze. Il doit toutefois attendre le Championnat d'Europe 2022 pour participer à sa première grande compétition internationale, conclue par une médaille d'argent.
Entre-temps, en décembre 2021, il signe un contrat de trois ans avec le Chambéry Savoie Mont Blanc Handball à compter de l'été 2022.
Régulièrement retenu en équipe nationale espagnole, quasi uniquement pour les phases défensives, il remporte par la suite une médaille de bronze aux Championnat du monde 2023 mais l'année 2024 est moins fructueuse avec une 13e place au Championnat d'Europe et une non sélection aux Jeux olympiques de Paris.

## Palmarès

### En clubs
- 3e du Championnat d'Espagne en 2017
- finaliste de la Coupe du Roi en 2017
- 4e du Championnat de France en 2021

### En équipe nationale
Équipe nationale senior
- Médaille de bronze aux Jeux méditerranéens de 2018
- Médaille d'argent au Championnat d'Europe 2022
- Médaille de bronze aux Championnat du monde 2023
- 13e place au Championnat d'Europe 2024

Équipes nationales jeunes et junior
- 7e place au Championnat du monde jeunes 2007 (en)
- 5e place au Championnat d'Europe des -20 ans 2008 (da)
- 8e place au Championnat du monde junior 2009 (en)